# Sogdiano

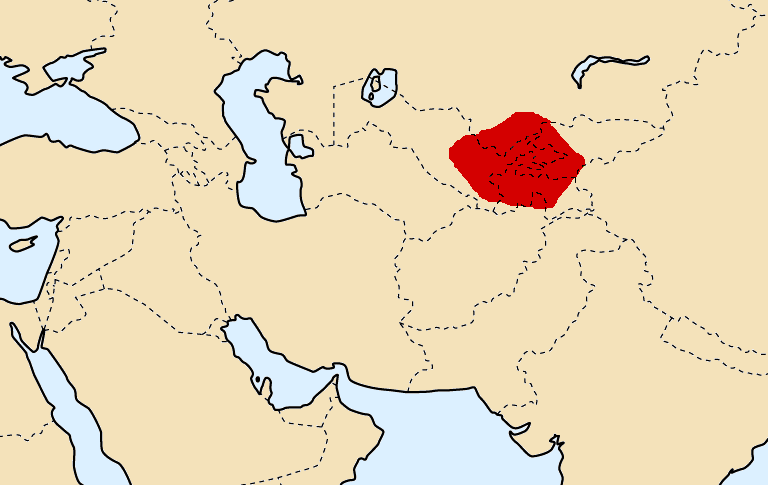
La región de la Sogdiana por el año 300 a. C.

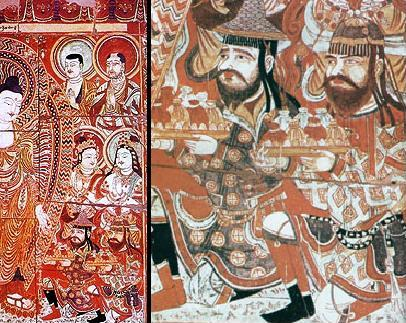
Sogdianos entregando ofrendas a Buda según un fresco del.

Los sogdianos fueron un pueblo de lengua irania que vivieron en una zona que ocupa parte de los actuales Tayikistán y Uzbekistán y que englobaba las ciudades de Samarcanda, Shahrisabz,
Bujará, Juyand, Qarshi, 
Balasagun, Taskent y Panjakent
Los estados sogdianos, aunque nunca estuvieron unidos políticamente, se centraron alrededor de la ciudad de Samarcanda. Estaban al norte de Bactriana, entre el Oxus (Amu Dariá) y el Yaxartes (Sir Dariá) y abarcaban el fértil valle del Zeravshán. Durante la Alta Edad Media, el territorio se extendió hacia el norte gracias a una política de asentamientos coloniales más allá del lago Issyk-Kul.
La roca Sogdiana de Ariamzez, una fortaleza, fue capturada en 327 a. C. por las tropas de Alejandro Magno, que unió Sogdiana y Bactriana en una única satrapía. Posteriormente se integró en el reino grecobactriano, fundado por Diodoto I, hasta que los escitas la ocuparon a mediados del siglo III a. C.
Los sogdianos ocuparon una posición clave en la Ruta de la Seda y desempeñaron un destacado papel facilitando las transacciones comerciales entre China y Asia Central. Iniciaron sus contactos con China después de que el explorador Zhang Qian les visitara durante el reinado del emperador Wu. Zhang Qian escribió un informe sobre su visita a Asia central.
Tras la visita y el informe de Zhang Qian, las relaciones comerciales chinas con Asia central y los sogdianos florecieron; China envió numerosas misiones a la zona durante el siglo I a. C. Sin embargo, los comerciantes sogdianos eran menos importantes que otros mercaderes de la ruta de la seda, como los indios y los bactrianos.
Los sogdianos eran famosos por su tolerancia hacia las diferentes creencias religiosas. El budismo, el maniqueísmo, el nestorianismo y el zoroastrismo tenían numerosos seguidores. Los sogdianos sirvieron para la transmisión del budismo a través de la ruta de la seda, hasta el periodo de la invasión musulmana del siglo VIII. Gran parte de la información sobre la cultura sogdiana y de su idioma procede de los numerosos textos religiosos que dejaron escritos.
El idioma sogdiano pertenecía al grupo iranio de las lenguas indoeuropeas y estaba estrechamente relacionado con el bactriano, otro de los principales idiomas hablados en la región. El idioma sogdiano utilizaba diversos sistemas de escritura, todos derivados del alfabeto arameo.
La mayoría de los sogdianos se fueron mezclando de forma gradual con otros grupos, como los bactrianos, los turcos o los persas del Imperio aqueménida y empezaron a hablar en idioma persa (los actuales tayikos) o (tras la conquista túrquica de Asia Central) en uzbeko; son los orígenes de los actuales pueblos uzbeko, kirguís, azerí y tayiko.

## Economía y diplomacia

### Asia Central y la Ruta de la Seda
La mayoría de los mercaderes no recorrían toda la Ruta de la Seda, sino que comerciaban con mercancías a través de intermediarios con sede en ciudades oasis, como Khotan o Dunhuang. Los sogdianos, sin embargo, establecieron una red comercial a lo largo de las 1500 millas que separan Sogdiana de China. De hecho, los sogdianos se volcaron en el comercio hasta el punto de que los Saka del Reino de Khotan llamaban a todos los comerciantes suli, "sogdiano", independientemente de su cultura o etnia. Los sogdianos se desarrollaron como expertos comerciantes aprendiendo de los Kushans, junto con los cuales controlaron inicialmente el comercio en el valle de Fergana y Kangju durante los comienzos de la Rura de la Seda. Más tarde, se convirtieron en los principales intermediarios tras la desaparición del Imperio Kushan.
A diferencia de los imperios de la antigüedad, la región sogdiana no era un territorio confinado dentro de unas fronteras fijas, sino una red de ciudades-estado, de un oasis a otro, que unía Sogdiana con Bizancio, India, Indochina y China. Los contactos de los sogdianos con China fueron iniciados por la embajada del explorador chino Zhang Qian durante el reinado del Emperador Wu (r. 141–87 a. C.) de  la dinastía Han. Zhang escribió un informe sobre su visita a las regiones Occidentales en Asia Central Asia y la zona Sogdiana la denominó "Kangju".
Tras la embajada y el informe de Zhang Qian, las relaciones comerciales chinas con Asia Central y Sogdiana florecieron, ya que se enviaron muchas misiones chinas a lo largo del siglo I a. C. En su Shiji, publicado en el año 94 a. C., el historiador chino Sima Qian señaló que "la mayor de estas embajadas a estados extranjeros contaba con varios cientos de personas, mientras que incluso las partidas más pequeñas incluían más de 100 miembros . En el transcurso de un año se enviaban entre cinco y seis y más de diez grupos". En cuanto al comercio de la seda, los sogdianos también servían de intermediarios entre el Imperio chino Han y el Imperio Parto de Oriente Medio y Asia Occidental. Los sogdianos desempeñaron un papel importante en la facilitación del comercio entre China y Asia Central a lo largo de las Rutas de la Seda hasta el siglo X, y su idioma sirvió de lingua franca para el comercio asiático ya en el siglo IV.
Tras la dominación de Alejandro Magno, los sogdianos de la ciudad de Marakanda (Samarcanda) se convirtieron en mercaderes ambulantes y ocuparon una posición clave en la antigua Ruta de la Seda. Ellos desempeñaron un rol activo en la diseminación de fes religiosas tales como  Maniqueismo, Zoroastrianismo, y Budismo a lo largo de la Ruta de la Seda. El libro chino Sui Shu (Libro de Sui) describe a los sogdianos como "hábiles mercaderes" que atraían a muchos comerciantes extranjeros a su tierra para dedicarse al comercio. Fueron descritos por los chinos como comerciantes natos, aprendiendo sus habilidades comerciales a una edad temprana. Se desprende de fuentes, como los documentos encontrados por Sir Aurel Stein y otros, que en el siglo IV podrían haber monopolizado el comercio entre India y China. Una carta escrita por mercaderes sogdianos fechada en el año 313 d. C. y encontrada en las ruinas de una torre de vigilancia en Gansu, estaba destinada a ser enviada a los mercaderes de Samarkanda, advirtiéndoles de que después de que Liu Cong de Han Zhao saqueara Luoyang y el Emperador Jin huyera de la capital, no había ningún negocio que mereciera la pena para los comerciantes indios y sogdianos. Además, en el año 568 d. C., una delegación turco-sogia viajó al emperador romano en Constantinopla para obtener permiso para comerciar y en los años siguientes floreció la actividad comercial entre los estados. En pocas palabras, los sogdianos dominaron el comercio a lo largo de la Ruta de la Seda desde el siglo II a. C. hasta el siglo X.
Suyab y Talas en el actual Kirguistán eran los principales centros sogdianos del norte que dominaban las rutas caravaneras de los siglos VI al VIII. Sus intereses comerciales estaban protegidos por el resurgimiento del poder militar de los Göktürks, cuyo imperio se basaba en el poder político del clan Ashina y la influencia económica de los sogdianos. El comercio sogdiano, con algunas interrupciones, continuó hasta el siglo IX. Por ejemplo, se incautaron camellos, mujeres, niñas, plata y oro de Sogdia durante una incursión de Qapaghan Qaghan (692-716), gobernante del Segundo Kaganato Túrquico. En el siglo X, Sogdiana se incorporó al Imperio uigur, que hasta el año 840 abarcaba el norte de Asia Central. Este khaganato obtenía enormes entregas de seda de la China de los Tang a cambio de caballos, contando a su vez con los sogdianos para vender gran parte de esta seda más al oeste. Peter B. Golden escribe que los uigures no sólo adoptaron el sistema de escritura y las creencias religiosas de los sogdianos, como el maniqueísmo, el budismo y el cristianismo, sino que también consideraron a los sogdianos como "mentores", al tiempo que los sustituyeron gradualmente en sus funciones como comerciantes de la Ruta de la Seda y transmisores de cultura. Los geógrafos musulmanes del siglo X se basaron en registros sogdianos que databan de 750-840. Tras el fin del  Imperio uigur, el comercio sogdiano sufrió una crisis. Tras la conquista musulmana de Transoxiana en el siglo VIII, la samánida reanudó el comercio por la vía noroccidental que conducía a los jázaros y a los Urales y por la nororiental hacia las tribus turcas cercanas.
Durante los siglos V y VI, muchos sogdianos fijaron su residencia en el Corredor de Hexi, donde conservaron la autonomía en términos de gobierno y tuvieron un administrador oficial designado conocido como sabao, lo que sugiere su importancia para la estructura socioeconómica de China. La influencia de los sogdianos en el comercio de China también queda patente en un documento chino que enumera los impuestos pagados en el comercio de caravanas en la región de Turpan y muestra que veintinueve de las treinta y cinco transacciones comerciales implicaban a comerciantes sogdianos, y en trece de esos casos tanto el comprador como el vendedor eran sogdianos. Entre los productos comerciales llevados a China se encontraban uva, alfalfa y platería sasánida, así como recipientes de vidrio, coral mediterráneo, imágenes budistas de latón, tejidos de lana romanos y ámbar báltico. En el siglo VII, el peregrino budista chino Xuanzang señaló con aprobación que a los niños sogdianos se les enseñaba a leer y escribir a la edad de cinco años, aunque su destreza se destinaba al comercio, decepcionando al erudito Xuanzang. También registró a los sogdianos trabajando en otros oficios, como agricultores, tejedores de alfombras, vidrieros y talladores de madera.

### Comercio y diplomacia con el Imperio Bizantino

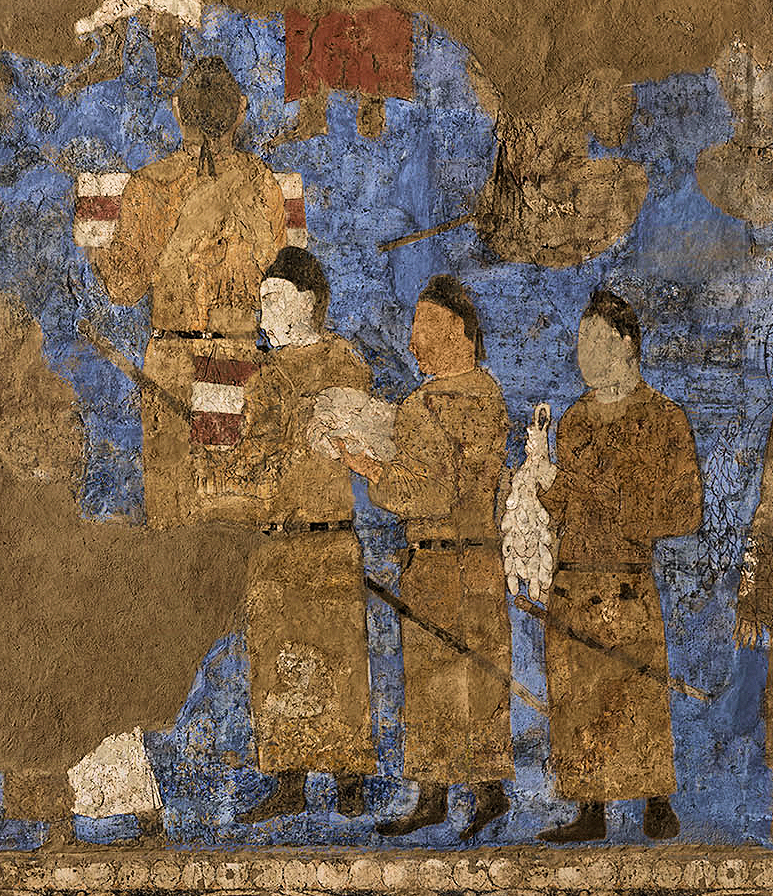
Seda china en Sogdia: Emisarios de la Dinastía Tang en la corte de los Ikhshid de Sogdia Varkhuman en Samarcanda, llevando seda y una ristra de capullos de gusanos de seda, hacia el año 655 de la era cristiana, Murales de Afrasiab, Samarcanda.

Poco después del contrabando de huevos de gusanos de seda al Imperio Bizantino desde China por parte de monjes cristianos nestorianos, el historiador bizantino del siglo VI Menandro el Protector cuenta cómo los sogdianos intentaron establecer un comercio directo de seda china con el Imperio Bizantino. Después de formar una alianza con el gobernante sasánida Khosrow I para derrotar al Imperio Heftalita, Istämi, el gobernante Göktürk del Primer Kaganato Túrquico, fue abordado por los comerciantes sogdianos solicitando permiso para pedir una audiencia con el rey de reyes sasánida para tener el privilegio de viajar a través de los territorios persas con el fin de comerciar con los bizantinos. Istämi rechazó la primera petición, pero cuando sancionó la segunda e hizo enviar la embajada sogdiana al rey sasánida, éste hizo envenenar a los miembros de la embajada. Maniah, un diplomático sogdiano, convenció a Istämi para que enviara una embajada directamente a la capital de Bizancio Constantinopla, que llegó en 568 y ofreció no sólo seda como regalo al gobernante bizantino Justino II, sino que también propuso una alianza contra la Persia sasánida. Justino II aceptó y envió una embajada al Khaganate turco, asegurando el comercio directo de seda deseado por los sogdianos.

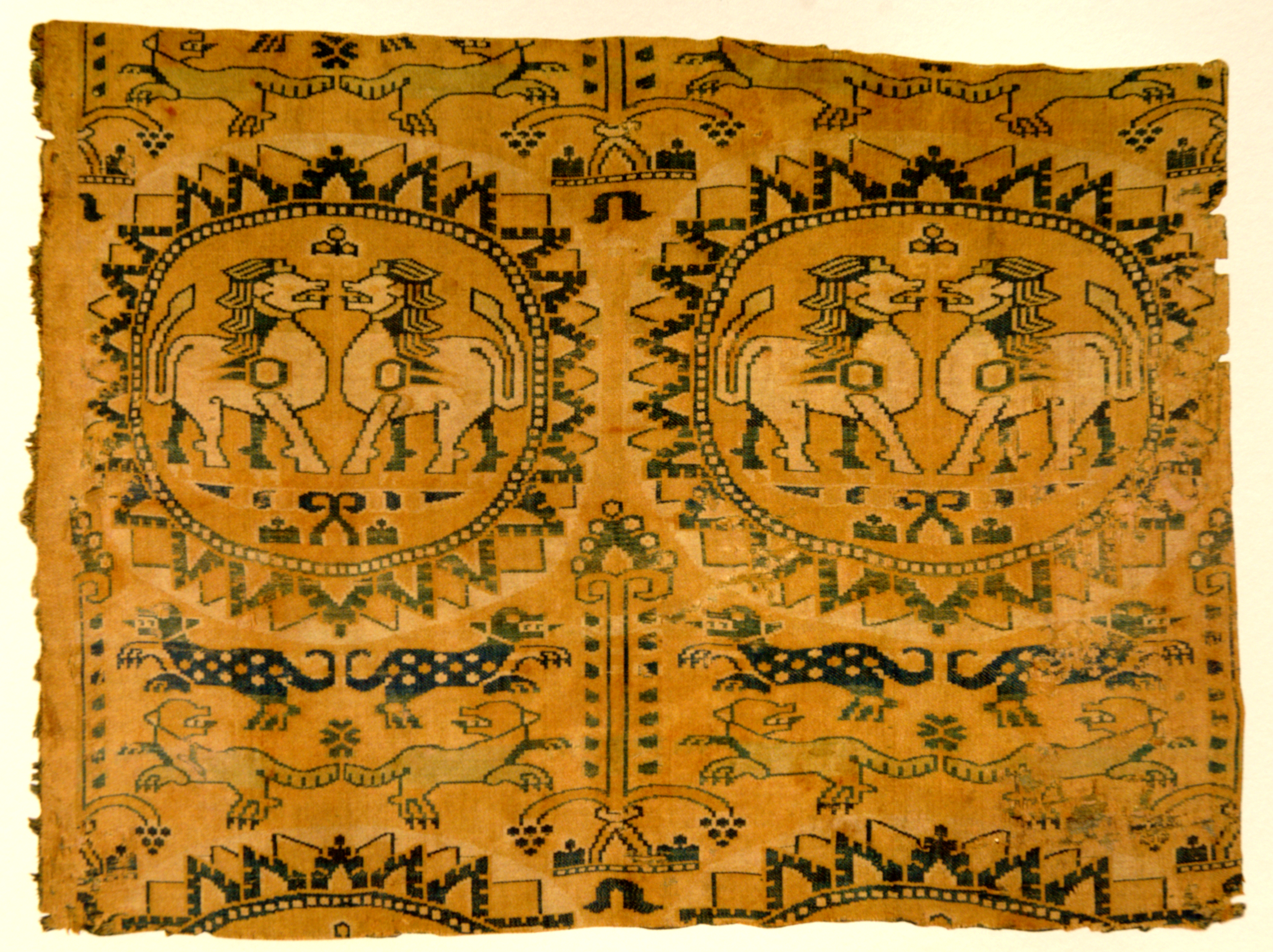
Un diseño de leones en seda policromada sogdiana,, muy probablemente procedente de Bujará.

Sin embargo, parece que el comercio directo con los sogdianos siguió siendo limitado a la luz de la escasa cantidad de monedas romanas y  bizantinas encontradas en yacimientos arqueológicos de Asia Central y China pertenecientes a esta época. Aunque las embajadas romanas aparentemente llegaron a la China de Han a partir del 166 d. C., y la antiguos romanos importaba seda china Han, mientras que los chinos de la dinastía Han importaban mercancías de vidrio romano, como se descubrió en sus tumbas, Valerie Hansen escribió que no se han encontrado en China monedas romanas de la época de la República Romana (507-27 a. C.) ni del Principado (27 a. C. - 330 d. C.) del Imperio Romano. Sin embargo, Warwick Ball (2016) pone en entredicho esta noción al señalar un tesoro de dieciséis monedas romanas encontradas en Xi'an, China (antes Chang'an), fechadas en los reinados de varios emperadores desde Tiberio (14-37 d. C.) hasta Aureliano (270-275 d. C.). Las primeras monedas de oro solidus del Imperio Romano de Oriente encontradas en China datan del reinado del emperador bizantino Teodosio II (r. 408-450) y en total sólo se han encontrado cuarenta y ocho de ellas (en comparación con las trececientas monedas de plata) en Xinjiang y el resto de China. El uso de monedas de plata en Turfan persistió mucho después de la campaña Tang contra Karakhoja y la conquista china del año 640, con una adopción gradual de la moneda de bronce china en el transcurso del siglo VII. El hecho que estas monedas orientales romanas casi siempre se encontraran junto con monedas persas sasánidasde plata y monedas romanas orientales de oro se utilizaban más comoobjetos ceremoniales a modo de  talismanes, confirma la importancia preeminente del Greater Iran en el comercio de la Ruta China de la Seda de Asia Central comparada con Roma oriental.

## Sogdianos notables
- Mi-Fei: un pintor, poeta y funcionario público chino. Había nacido en Taiyuan, Shanxi durante la dinastía Song.
- Dinastía sayí: fue una dinastía islámica que gobernó en la región iraní de Azerbaiyán desde 889/890 hasta 929.
- An Lushan: fue un líder militar de la Dinastía Tang Instigó la Rebelión de An Lushan
- Zheng He: fue un eunuco militar, marino y explorador chino musulmán, especialmente famoso por sus siete expediciones navales, realizadas entre 1405 y 1433, durante la época temprana de la dinastía Ming
- Haydhar ibn Kawus al-Afshin: fue un general de alto rango en la corte de los califas abasíes y príncipe vasallo de Oshrusana.
- Antíoco I Sóter: era hijo del fundador de la dinastía Seléucida, Seleuco I Nicátor y de Apama, princesa sogdiana y nieta de Espitamenes. Se casó con su madrastra, Estratónice.
- Antíoco III el Grande: fue rey del Imperio seléucida desde el 223 al 187 a. C., Su reinado fue el último gran intento de restaurar el Imperio seléucida al nivel de gran potencia.